# Eureka (Nevada)
Eureka é uma região censitária, comunidade não incorporada e sede do condado de Eureka, Nevada, nos Estados Unidos. É uma das poucas comunidades habitadas deste condado, mas sem dúvida a maior e a mais habitada do referido condado. As atrações incluem a  Eureka Opera House (construído em 1880 e restaurado em  1993), Raine's Market e Wildlife Museum (construído em  1887), the Jackson House Hotel (built 1877), e Eureka Sentinel Museum sede do Eureka Sentinel sede do jornal).
Eureka faz parte Elko Micropolitan Statistical Area.

## Geografia e clima
Eureka fica localizada na parte sul do condado de Eureka, a uma alitude de 1,900 m) nas Montanhas Diamond, fica no fim do vale de Diamond, entre os vales de Newark e Antelope. A população total de Eureka e arredores é de (census tract 1 — Eureka CCD) 1.103 habitantes.  
A vila fica localizada na U.S. Highway 50, alcunhada de  "A Estada mais Solitária da América": nome adequado, já que as cidades mais próximas são ao longo da via-rápida são Austin a 114 quilómetros a oeste) e Ely (123 quilómetros leste). A vila mais próxima é Duckwater, condado de Nye, Nevada, a 94 quilómetros sul.
O clima é  típico de Great Basin:quente e seco no verão com tempestades ocasionais do fim de julho e agosto; frio e relativamente seco no inverno.

## História

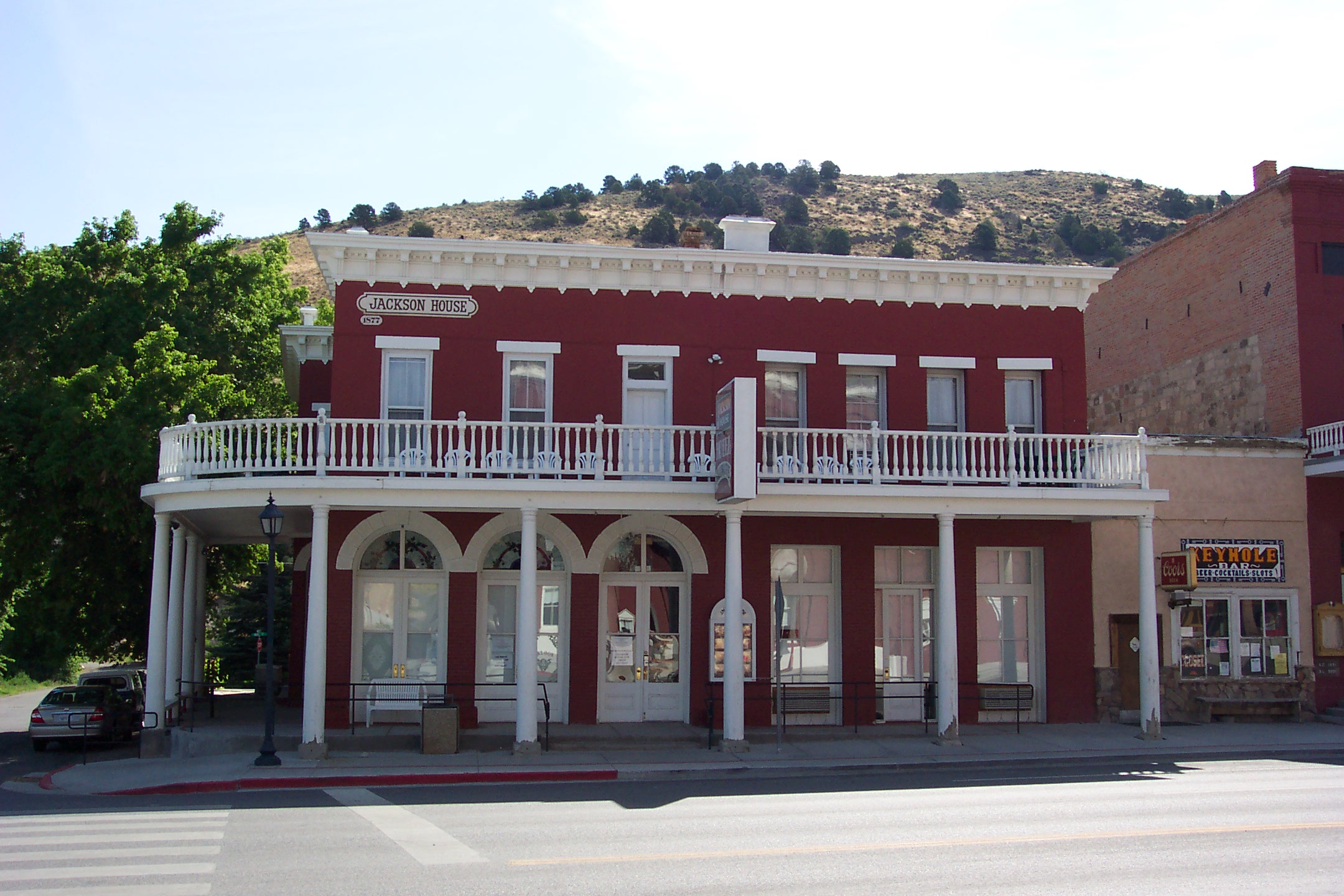
O histórico Jackson House Hotel, construído em 1877

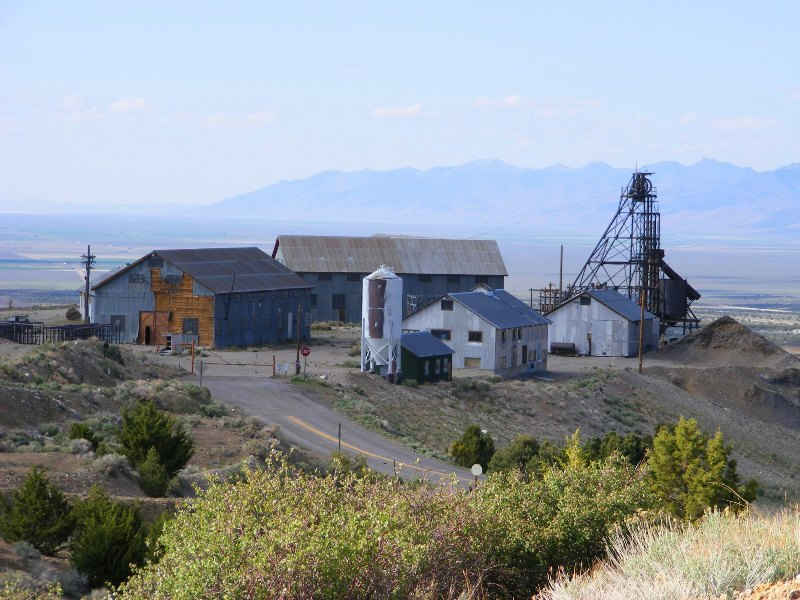
A histórica mina de Richmond, uma das duas maiores minas de chumbo e prata no condado de Eureka

A vila começou a ser colonizada em 1864 por um grupo de prospetores de prata da cidade de Austin que descobriram uma rocha contendo um minério de prata-chumbo próximo de Prospect Peak. A vila tornou-se sede do condado em 1873, quando o Condado de Eureka foi criado a partir da separação dos condados adjacentes de Lander, Elko e White Pine.
A atividade mineira, em especial de chumbo foi o principal suporte económico da vila, porque as encostas vizinhas eram as segundas mais ricas na produção de mineral, atrás da   Comstock Lode. As mais importantes empresas mineiras em  Eureka eram  a Richmond Mining Company e a Eureka Mining Company.  Estas duas empresas muitas vezes colidiram entre si, tendo os seus litígios levados ao Supremo Tribunal dos Estados Unidos.  . A população subiu, tendo alcançado mais de 10.000 habitantes em 1878, mas a diminuição da produção e mudanças das condições de mercado levaram ao encerramento das minas.

## Serviços públicos
Eureka é servido por um corpo de bombeiros voluntários que serve Eureka e  áreas vizinhas.
Em 2009 um novo edifício dos bombeiros feito de tijolo e aço foi construído em Main Street em Eureka. Naquela altura, era o segundo maior quartel de bombeiros dos estado de Nevada . Além de ter tudo o que é necessário para combater os incêndios, contém um museu com equipamento e veículos, alguns datados da  década de 1870.
Eureka tem três parques, uma piscina moderna, dois campos de beisebol, uma nova pista de atletismo e um campo de futebol americano.
A Eureka Opera House foi remodelada e regularmente apresenta excelentes atuações de ópera.
O Eureka Court House é histórico e moderno. Permanece como a sede e o centro legal do Condado de Eureka.

## Celebrações
O dia 4 de julho tem uma enorme celebração em Eureka. Todos os anos há uma parada dos bombeiros voluntários no coração da comunidade, fechando o trânsito da localidade entre as 9-14 horas.

## Transportes
- Aeroporto de Eureka (Nevada)

## Galeria

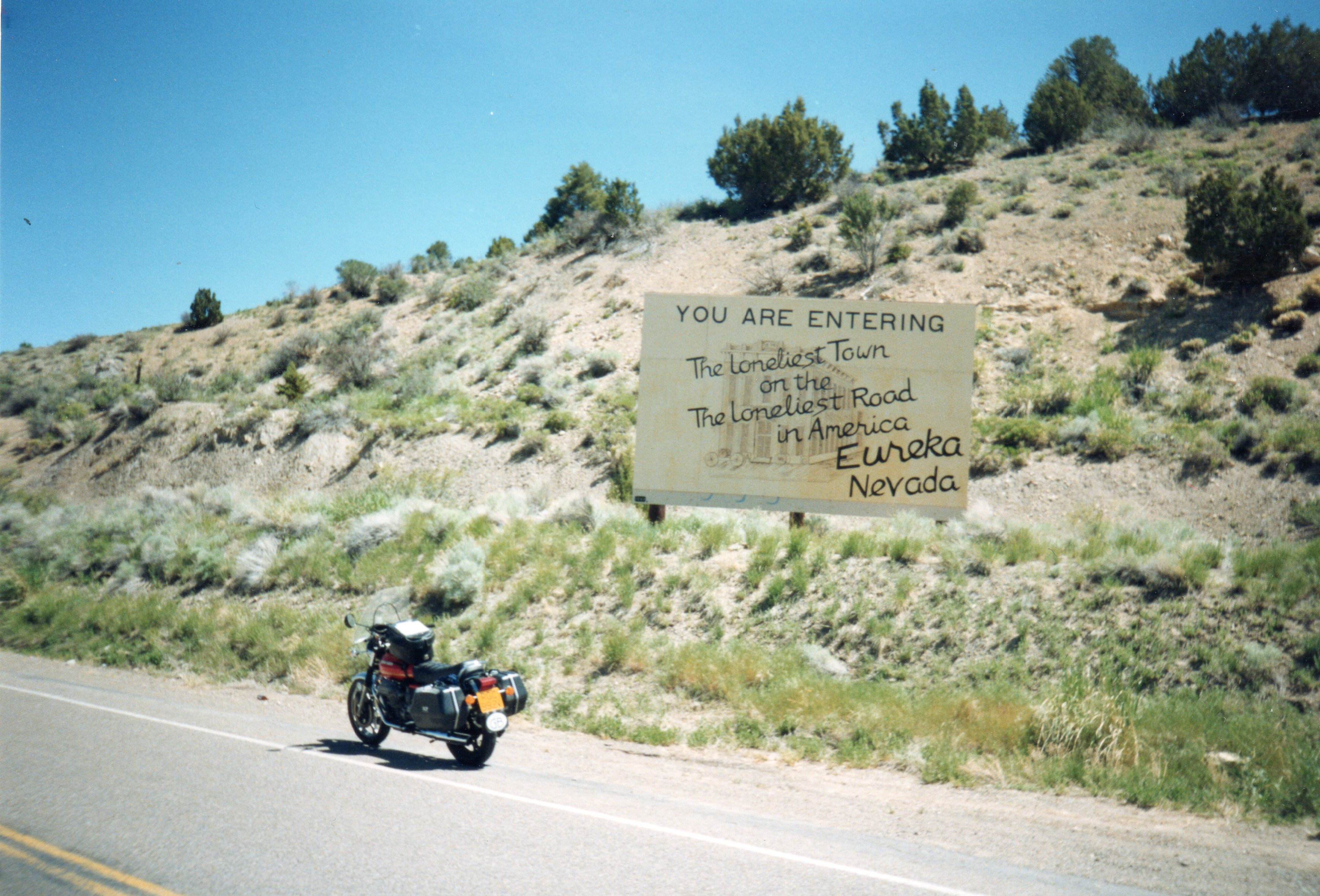
Entrando em  Eureka 1991
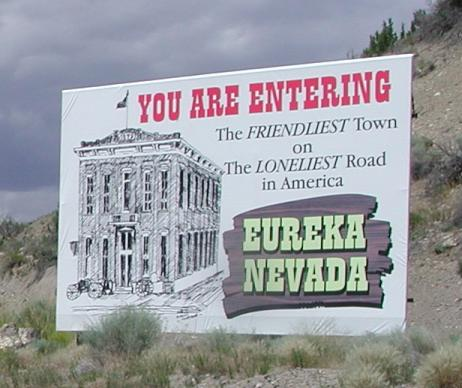
Bem-vindos a Nevada, Condado de Eureka
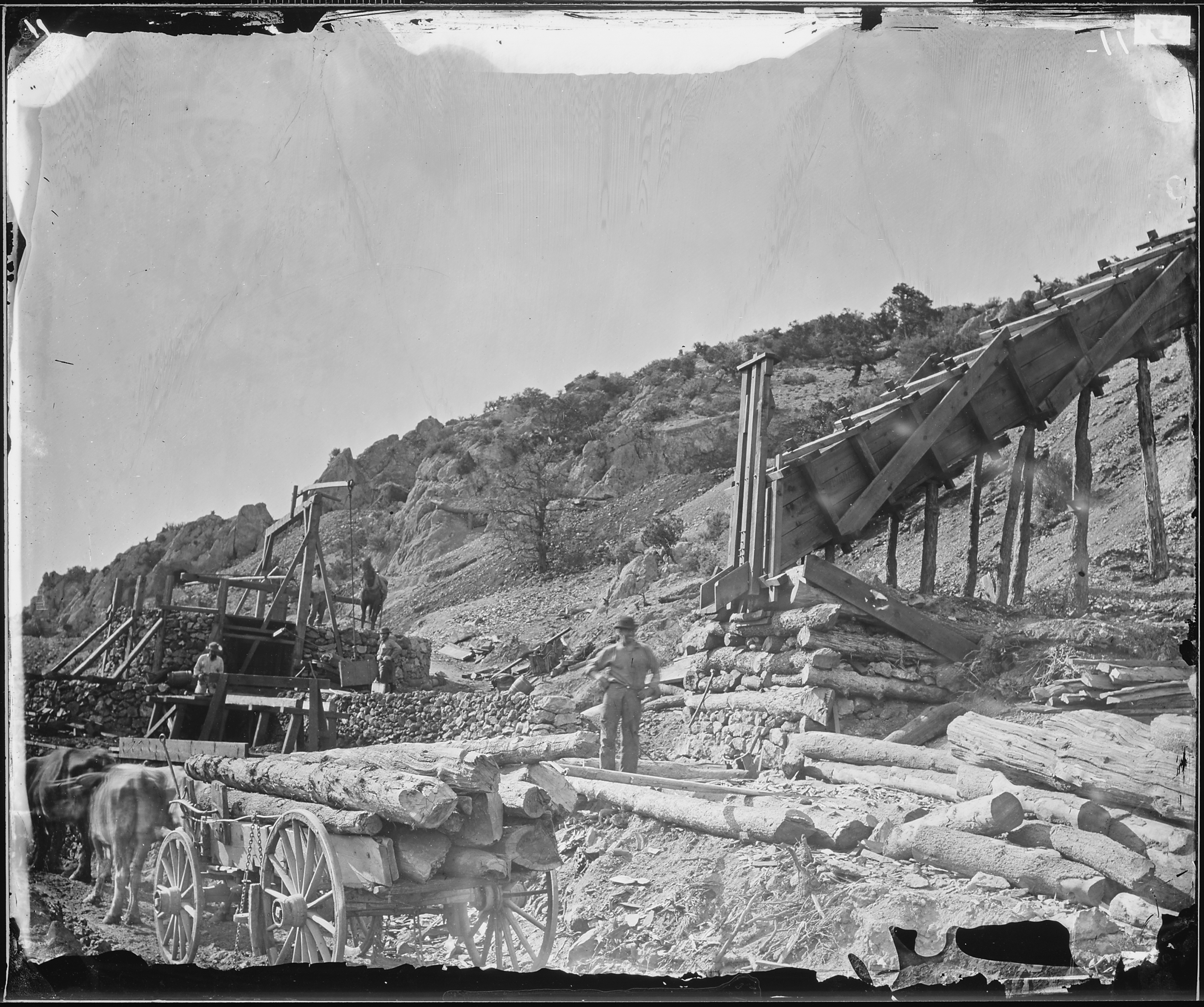
Exploração mineira em 1871.
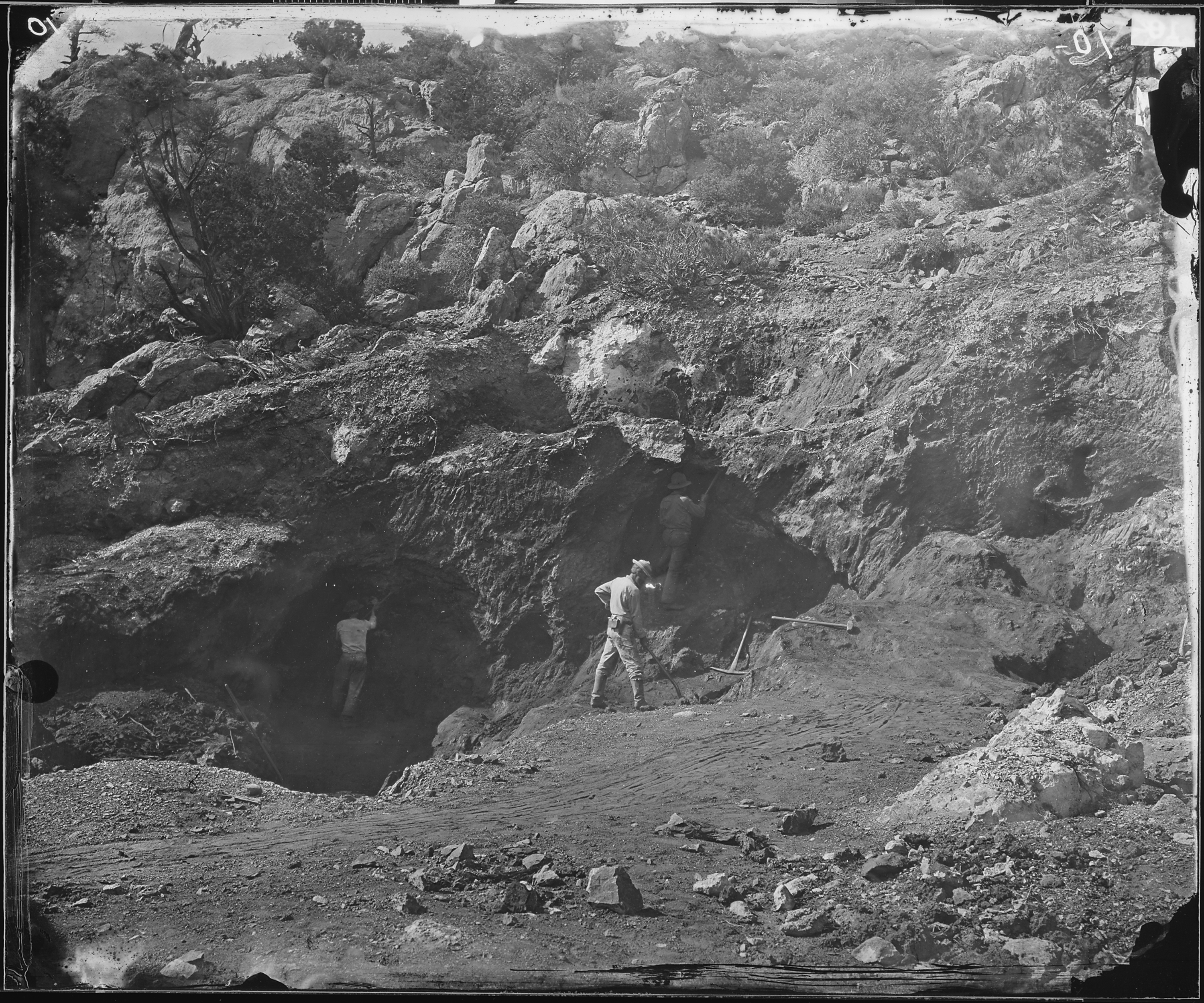
Eureka Consolidated Mining Co., 1871